# Israel Mukuamu
Israel Mukuamu (Charlotte, 28 novembre 1999) è un giocatore di football americano statunitense che milita nel ruolo di safety per i Dallas Cowboys della National Football League (NFL).

## Carriera

### Dallas Cowboys
Mukuamu al college giocò a football all'Università della Carolina del Sud. Fu scelto nel corso del sesto giro (227º assoluto) nel Draft NFL 2021 dai Dallas Cowboys. Nella sua stagione da rookie disputò 4 partite, nessuna delle quali come titolare.